# GNAT Programming Studio
GNAT Programming Studio (comunemente abbreviato in GPS, precedentemente noto come GNAT Programming System) è un IDE libero multipiattaforma per il linguaggio Ada. GPS usa i compilatori della GNU Compiler Collection e prende il nome da GNAT, il compilatore GNU per il linguaggio Ada.
GPS è multipiattaforma e supporta Linux, FreeBSD, Microsoft Windows, macOS e Solaris, con una interfaccia grafica implementata in GTK+.

## Caratteristiche
Oltre ad Ada, GPS supporta C, JavaScript, Pascal e Python, oltre a diversi formati per file di building (come Autoconf e Make) e di documentazione (come Changelog e Texinfo). Dalla versione 4.0 sono state introdotte alcune nuove funzionalità significative, come autocomplete, modifica e debug remoto, e compilazione per piattaforme non native. I sistemi di controllo versione distribuito supportati sono CVS, Rational ClearCase, Subversion e Git.